# Vatteville-la-Rue
Vatteville-la-Rue település Franciaországban, Seine-Maritime megyében. Lakosainak száma 1118 fő (2022. január 1.). Vatteville-la-Rue Aizier, Bourneville-Sainte-Croix, Étréville, La Haye-Aubrée, La Haye-de-Routot, Arelaune-en-Seine, Norville, Saint-Maurice-d’Ételan és Rives-en-Seine községekkel határos.

## Népesség
A település népessége az elmúlt években az alábbi módon változott:
| Lakosok száma | 1117 | 1135 | 1164 | 1140 | 1136 | 1141 | 1146 | 1133 | 1118 |
|               | 2013 | 2015 | 2016 | 2017 | 2018 | 2019 | 2020 | 2021 | 2022 |